# Poolonderzoeker
Een poolonderzoeker is een ontdekkingsreiziger die zich in het bijzonder beziggehouden heeft met het onderzoeken van de poolgebieden van de aarde (Arctis en Antarctis) en daar nieuwe dingen hebben bereikt met betrekking tot de topografie, de klimatologische omstandigheden en de flora en fauna. Vanwege de gesteldheid van deze gebieden ging en gaat het de poolonderzoekers niet zozeer om de voorbereidingen voor de kolonisatie van deze gebieden, maar meer om het verwerven van kennis en vaak vormde het ook een sportieve uitdaging. Hierbij kwam het zo nu en dan tot wedlopen, zoals de beroemde wedstrijd tussen Scott en Amundsen op de Zuidpool in 1912, waarbij Scott uiteindelijk het onderspit dolf en het bovendien niet overleefde. De poolonderzoekers hadden in het verleden vaak weinig "last" van een vijandig gezinde inheemse bevolking, maar des te meer van de vijandige natuurelementen. Het verraderlijke ijs, de plotseling omslaande weersomstandigheden, sneeuwstormen, gebrek aan voedsel en de lange afstanden zorgden voor vele slachtoffers onder de poolonderzoekers. Zij droegen en dragen onder andere bij aan een belangrijke vooruitgang in klimatologie en aan de oceanografie.

## Bekende poolonderzoekers

### Noordpool
- Willem Barentsz (1550-1597), ontdekte Bereneiland en Spitsbergen en onderzocht Nova Zembla;
- Henry Hudson (1565-1611), Engelse zeevaarder die als eerste de Noordpool wilde bereiken. Na een muiterij over boord gezet en verdwenen;
- Jermak, kozak die van 1581 tot 1585 een Russische militaire expeditie naar West-Siberië voerde;
- William Baffin (1584-1622), Engelse zeevaarder die in 1615 en 1616 de Noordwestelijke Doorvaart onderzocht.
- Vitus Bering (1671-1741), Deense zeevaarder in Russische dienst die als eerste de hele noordkust van Rusland onderzocht;
- Georg Wilhelm Steller (1709-1746), poolbioloog en deelnemer aan de Tweede Kamtsjatka-expeditie (Grote Noordelijke Expeditie) van 1743;
- John Franklin (1786-1847), omgekomen tijdens de zoektocht naar de Noordwestelijke Doorvaart;
- Robert McClure (1807-1893), trok door de Beringstraat vanuit de Beaufortzee in 1851
- Carl Koldewey (1837-1908), Duitse poolonderzoeker die deelnam aan expedities naar Groenland in 1868 en 1869/1870;
- Julius Payer (1841-1915) en Carl Weyprecht (1838-1881), ontdekten tijdens de Oostenrijk-Hongaarse Noordpoolexpeditie Frans Jozefland;
- Adolf Erik Nordenskiöld (1832-1901), Finse poolonderzoeker die van 1878 tot 1879 voor de eerste keer de Noordoostelijke Doorvaart doorvoer;
- Fridtjof Nansen (1861-1931), trok samen met Otto Sverdrup in 1888 als eerste dwars door het  landijs van het binnenland van Groenland. Samen met Hjalmar Johansen verliet hij in 1895 de Fram en kwam in de buurt van de Noordpool;
- Hjalmar Johansen (1867-1913), was met Fridtjof Nansen in de buurt van de Noordpool, overwinterde met Theodor Lerner op Spitsbergen en was deelnemer aan de Zuidpoolexpeditie van Roald Amundsen in 1911, maar mocht niet deelnemen aan de strijd om het bereiken van de Zuidpool;
- Jean-Baptiste Charcot (1867-1936), onderzocht Oost-Groenland;
- Salomon August Andrée, probeerde in 1897 tevergeefs om de Noordpool over te vliegen met een luchtballon.
- Theodor Lerner (1866-1931), trok tussen 1896 en 1914 zeven maal naar Spitsbergen voor wetenschappelijke en journalistieke expedities;
- Frederick Cook (1865-1940), Amerikaanse arts die beweerde met twee Eskimo's als eerste de Noordpool bereikt te hebben op 21 april 1908 (door er geen bewijzen voor te kunnen leveren, na een lastercampagne door Peary's aanhangers en na beschuldigingen van fraude niet meer geloofd);
- Walter Wellman (1858-1934), Amerikaanse journalist die in de jaren tussen 1906 en 1909 meerdere malen met een luchtballon naar de Noordpool vloog;
- Robert Edwin Peary (1856-1920), wordt officieel gezien als eerste mens die samen met Matthew Henson op 6 mei 1909 de Noordpool bereikte (of hij of Cook de eerste was, is onderwerp van discussie);
- Roald Amundsen (1872-1928), die in 1911 als eerste de Zuidpool bereikte, vloog in 1926 in het luchtschip Norge met Umberto Nobile en Lincoln Ellsworth als eerste over de Noordpool, waar ze enkele vlaggen neerlieten. Aangezien aan het succes van de pogingen van Cook en Peary wordt getwijfeld, is Amundsen mogelijk (samen met Nobile en Ellsworth) ook de eerste mens die de Noordpool heeft bereikt.
- Umberto Nobile (1885-1978), vloog in 1926 met Amundsen en later ook in 1928 met een luchtschip over de Noordpool;
- Matthew Henson (1886-1955), bereikte officieel als eerste mens samen met Robert Edwin Peary op 6 mei 1909 de Noordpool;
- Knud Rasmussen (1879-1933), Deense poolonderzoeker die zeven expedities uitvoerde naar Noord-Groenland en de Arctische gebieden van Canada en Alaska met als doel de geografie en de Inuitcultuur te beschrijven;
- Alfred Wegener (1880-1930), Duitse poolonderzoeker, meteoroloog en geowetenschapper die vier expedities ondernam naar Groenland. Hij bouwde het eerste meteorologische station op Groenland. In november 1930 kwam hij bij zijn laatste expeditie naar Groenland om het leven.

### Zuidpool
- James Cook (1728-1779), Britse zeevaarder, omvoer in 1773 voor de eerste keer de Zuidpoolcirkel;
- Georg Forster (1754-1794), natuuronderzoeker en revolutionair, begeleidde James Cook van 1772 tot 1775 in de Zuidelijke Oceaan;
- Fabian Gottlieb von Bellingshausen (1778-1852), leidde de eerste Russische Antarctisexpeditie van 1819 tot 1821;
- James Weddell (1787-1834), drong in 1823 diep in de Weddellzee door;
- Jules Dumont d'Urville (1790-1842), Franse zeevaarder zag in 1840 als eerste de oostkust van Antarctica, die hij vernoemde naar zijn vrouw; Adélieland;
- John Biscoe (1794-1843), ontdekker van Enderbyland, Grahamland en de Adelaide-Biscoe-eilanden van 1830 tot 1832;
- Charles Wilkes (1798-1877), Amerikaanse zeevaarder die in 1838 2500 kilometer Antarctische kust bevoer, waarmee hij het continent definieerde;
- James Clark Ross (1800-1862), verbleef tijdens de jaarwisseling van 1841 op 1842 in de Antarctis. Hij wordt gezien als de eigenlijke ontdekker van "het zesde continent";
- Tannatt William Edgeworth David (1858-1934), Britse geoloog die in 1908 voor het eerst de vulkaan Mount Erebus besteeg (op het eiland Ross);
- Carsten Borchgrevink (1864-1934), Noorse onderzoeker die in 1895 als eerste Antarctica betrad en daar in 1899 met een Britse expeditie overwinterde;
- Erich von Drygalski (1865-1949), Duitse geograaf die van 1901 tot 1903 met het onderzoeksschip Gauss de eerste Duitse Antarctisexpeditie leidde;
- Adrien de Gerlache de Gomery (1866-1934), Belgische officier die van 1897 tot 1899 de Belgische Antarctische expeditie aanvoerde en aan boord van de Belgica als eerste noodgedwongen overwinterde in het pakijs van de Zuidelijke Oceaan;
- Emil Racoviță (1868-1947), Roemeense bioloog en botanicus die deelnam aan de expeditie van de Belgica en onder andere de eerste zaadplanten van Antarctica ontdekte;
- Robert Falcon Scott (1868-1912), Engelse onderzoeker die vanaf 1901 meerdere malen naar Antarctica ging en in 1912 omkwam op de terugweg van de race om het bereiken van de Zuidpool die hij verloor van Roald Amundsen;
- Otto Nordenskjöld (1869-1928), Zweedse poolonderzoeker en leider van een Antarctische expeditie van 1901 tot 1904;
- Herbert Ponting (1870-1935), Britse fotograaf die van 1910 tot 1912 Scott begeleidde bij diens Antarctische reis en in Antarctica foto's maakte;
- Roald Amundsen (1872-1928), bereikte met een Noorse expeditie op 14 december 1911 als eerste mens de Zuidpool;
- Ernest Henry Shackleton (1874-1922), ondernam meerdere onderzoeksreizen en onder andere deelnemer aan de reizen van Scott;
- Douglas Mawson (1882-1958), Brits-Australische Antarcticaonderzoeker die tijdens de Shackleton-expeditie samen met Tannatt William Edgeworth David als eerste de geomagnetische zuidpool bereikte. Dit was de eerste Australische Antarctische expeditie (van 1911 tot 1914);
- Frank Hurley (1885-1962), Australische fotograaf die met foto's van hoge kwaliteit (zwart-wit en kleur) en films de bijna mislukte Endurance-expeditie heeft gedocumenteerd en daarmee onsterfelijk gemaakt;
- Richard Evelyn Byrd (1888-1957), vloog in 1929 voor de eerste keer over de Zuidpool;
- Norman Vaughan (1905-2005), ondernam meerdere expedities naar de Zuidpool;
- Vivian Fuchs (1908-1999), trok door Antarctica van 1957 tot 1958.